# 陈温
陈温（？—193年），一名禕，字元悌，東漢汝南人。

## 生平
東漢末年，陳溫任扬州刺史，曹操曾因兵少而与夏侯惇等在扬州募兵，扬州刺史陈温和丹杨太守周昕給予曹操四千多人。陳溫與曹洪交好，曹洪也曾去募兵，陳溫給了他二千廬江精兵。後於初平三年被袁术所殺。《英雄记》及《九州春秋》則記載為病死。袁術後推舉陳瑀接任揚州刺史。